# Symphorus nematophorus
Symphorus nematophorus – gatunek ryby z rodziny lucjanowatych, jedyny przedstawiciel rodzaju Symphorus Günther, 18723. Poławiany gospodarczo i w wędkarstwie.
Występowanie: zachodnia część Oceanu Spokojnego, rejony raf koralowych na głębokościach do 50 m p.p.m.

## Opis
Osiąga do 100 cm długości. Żywi się głównie rybami.